# Randholm
Randholm är en ö i Åland (Finland). Den ligger i Skärgårdshavet och i kommunen Vårdö i landskapet Åland, i den sydvästra delen av landet. Ön ligger omkring 21 kilometer öster om Mariehamn och omkring 260 kilometer väster om Helsingfors.
Öns area är 25,4 hektar och dess största längd är 0,8 kilometer i nord-sydlig riktning. Ön höjer sig omkring 25 meter över havsytan.